# Mirante da Serra
Mirante da Serra é um município brasileiro do estado de Rondônia.

## História
A colonização se deu por um núcleo urbano de apoio rural do projeto de colonização Ouro Preto. O projeto de emancipação do município tramitou na Assembleia Legislativa de Rondônia através da Lei 369 de 13 de fevereiro de 1992. 

## Geografia
Localiza-se a uma latitude 11º01'47" sul e a uma longitude 62º40'30" oeste, estando a uma altitude de 230 metros. Sua população estimada em 2010 era de 11.869 habitantes.
Possui uma área de 1.253,7 km².

## Turismo
O município de Mirante da Serra realizava anualmente o evento conhecido como Maratona do Avestruz, que tinha como  principal atração a montaria em avestruz. Além disso aconteciam corrida de pedestres, desfiles de beleza, cursos de educação ambiental. O evento era muito esperado da cidade, no entanto quando o prefeito Vitorino Cherque assumiu ele acabou com a festa em questão e as demais,a montaria em avestruz era a única modalidade do tipo no Brasil. Cerca de oito a dez mil pessoas de outros municípios visitavam a festa por dia e movimentava a economia local[carece de fontes?].